# Municipio de Bengal
El municipio de Bengal (en inglés: Bengal Township) es un municipio ubicado en el condado de Clinton en el estado estadounidense de Míchigan. En el año 2010 tenía una población de 1188 habitantes y una densidad poblacional de 12,55 personas por km².

## Geografía
El municipio de Bengal se encuentra ubicado en las coordenadas 42°59′53″N 84°40′4″O / 42.99806, -84.66778. Según la Oficina del Censo de los Estados Unidos, el municipio tiene una superficie total de 94.63 km², de la cual 94,61 km² corresponden a tierra firme y (0,02 %) 0,02 km² es agua.

## Demografía
Según el censo de 2010, había 1188 personas residiendo en el municipio de Bengal. La densidad de población era de 12,55 hab./km². De los 1188 habitantes, el municipio de Bengal estaba compuesto por el 95,54 % blancos, el 0,42 % eran afroamericanos, el 0,42 % eran amerindios, el 0,51 % eran asiáticos, el 2,53 % eran de otras razas y el 0,59 % eran de una mezcla de razas. Del total de la población el 4,21 % eran hispanos o latinos de cualquier raza.